# Farul de la Espiguette
Farul de la Espiguette  este un turn pătrat înalt de 27 de metri. Construit în 1869, farul se găsește pe Pointe de l'Espiguette, în apropiere de Le Grau-du-Roi, în Golful Lion din Occitania, Franța.

## Geografie
L'Espiguette apare pe unele dintre cele mai vechi hărți: pe harta Barentzoom din 1593 se numește Lapiquete și era o insulă. Canalele din delta Ronului sunt în continuă schimbare, în 1570 s-a deschis Grau de Roi, iar canalizarea ulterioară a acestui curs de apă și asolamentul terenului de lângă el au dus la crearea satului de pescari Le Grau-du-Roi, iar asolamentul a creat un pod de pământ care duce la L'Espiguette. La sud de L'Espiguette se află Marea Mediterană, iar la nord, Lagune de la Sicarex, care este o zonă protejată de reproducere pentru speciile de păsări pe cale de dispariție. Punctul este format din 197 ha de dune de nisip și este o rezervație naturală protejată. Plajele sunt populare printre turiști și găzduiesc o mare plajă naturistă.

## Istorie
Turnul pătrat a fost construit în 1869, la 150 de metri de linia medie a mareei înalte, iar în prezent este situat în dune de nisip la peste 700 de metri de apă.

## Detalii tehnice
O lampă cu halogen de 1000 W își proiectează fasciculul la 24 de mile marine (44 km) distanță spre sud. Ea aruncă 3 flash-uri albe de patru ori pe minut.